# Tivadar Országh

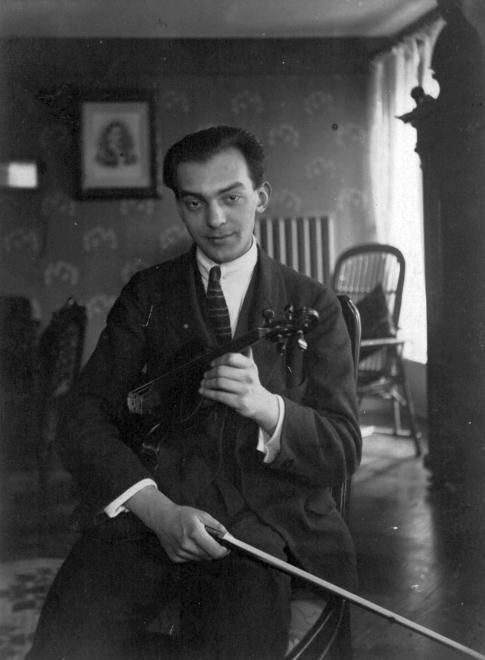
Tivadar Országh (1924)

Tivadar Országh (* 5. Dezember 1901 in Soroksár (Königreich Ungarn); † 11. Oktober 1963 in Budapest) war ein ungarischer Geiger, Komponist und Hochschullehrer.

## Leben
Nachdem Tivadar Országh zunächst Unterricht bei dem Geigenlehrer und Komponisten József Bloch bekommen hatte, studierte er an der Franz-Liszt-Musikakademie Geige bei Jenő Hubay, Gusztáv Szerémi und Nándor Zsolt sowie Komposition bei Zoltán Kodály. Sein Studium schloss er 1924 mit dem Diplom für Geige ab. Im selben Jahr begann er, an der Städtischen Musikschule zu unterrichten und 1927 an der Musikhochschule, an der er später Leiter der Geigenabteilung wurde.
Tivadar Országh war Mitglied kammermusikalischer Ensembles und spielte von 1927 bis 1940 Geige und Bratsche beim Waldbauer-Kerpely-Streichquartett und von 1930 bis 1937 beim Kerntler-Trio, bevor er sein eigenes Streichquartett gründete, das er von 1947 bis 1958 leitete. Die weiteren Mitglieder seines Quartetts waren Rezső Masopust (2. Geige), András Sándor (Bratsche) und András Tokaji (Cello).
Daneben war er Konzertmeister mehrerer Sinfonieorchester in Budapest, unter anderem ab 1948 beim  Ungarischen Rundfunkorchester, wo er auch einige Jahre als Solobratschist wirkte.
Konzertreisen führten ihn in verschiedene Länder Europas. 1936 gab er in Budapest ein Konzert zusammen mit Jenő Kerpely und dem russischen Komponisten Sergei Sergejewitsch Prokofjew am Klavier. Weiterhin nahm er als Komponist an Wettbewerben des rumänisch-ungarischen Sängerbundes teil und gewann mehrere Preise.
Tivadar Országh hat Kompositionen und Arrangements für Chor, kammermusikalische Besetzungen und Orchester geschrieben sowie Transkriptionen für Geige von Werken von Béla Bartók, Pjotr Iljitsch Tschaikowski und Nikolai Andrejewitsch Rimski-Korsakow angefertigt, war Herausgeber von ungarischen Notenausgaben mehrerer Werke von Antonio Vivaldi und von Etüden von Jacques Féréol Mazas. Daneben war er Autor mehrerer musikpädagogischer Werke, unter anderem einer vierbändigen Geigenschule und einer Schule für Bratsche.
Sein Grab befindet sich auf dem Farkasréti temető (Friedhof Farkasrét). Im XXIII. Bezirk in
Budapest wurde als Ehrung eine Straße nach ihm benannt.